# Сино (район)

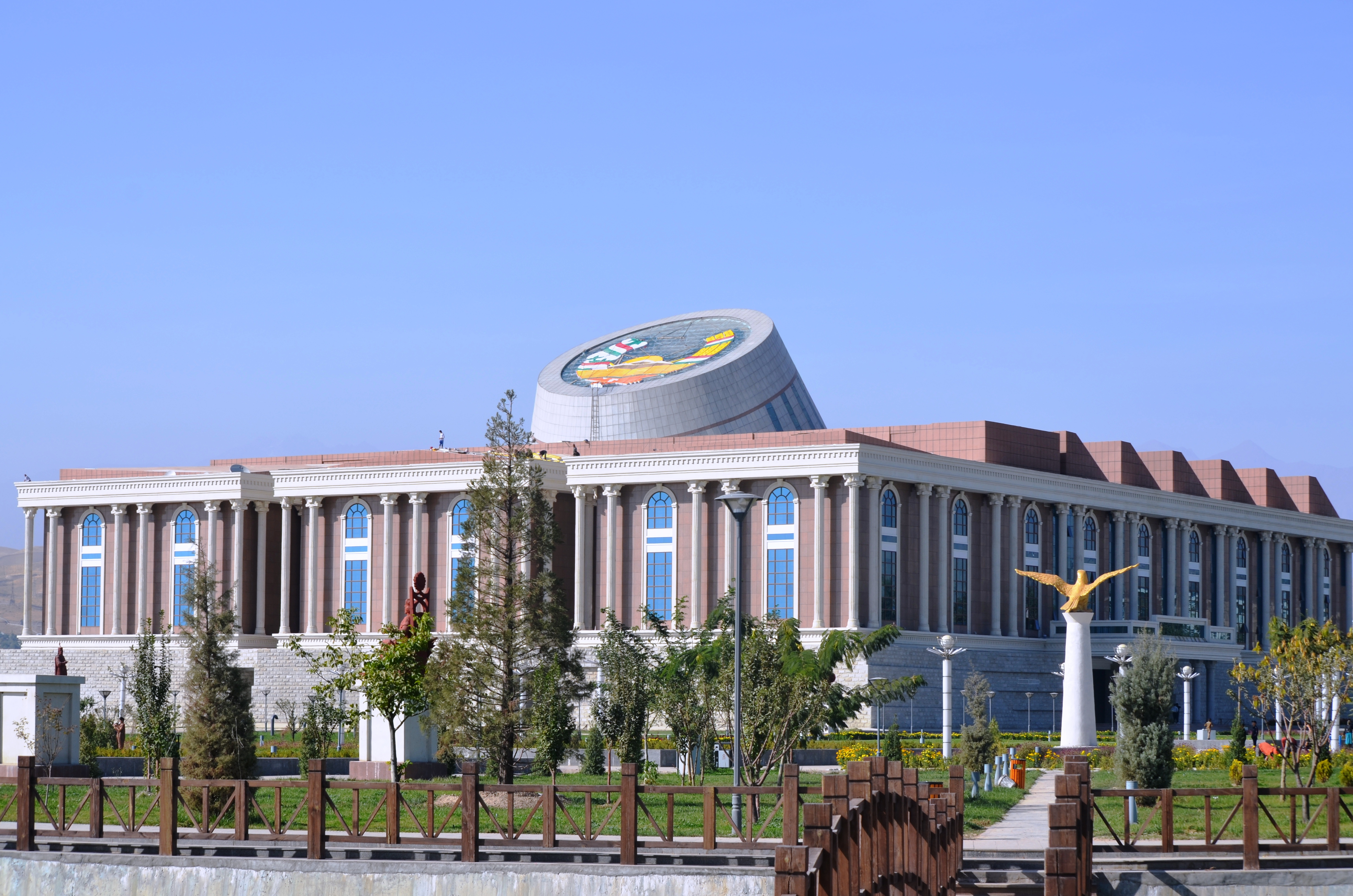
Здание Национального музея Таджикистана на проспекте Исмаила Самани

Район Сино (тадж. Ноҳияи Сино) — один из четырёх внутригородских районов Душанбе — столицы Таджикистана. Самый крупный из них как по площади, так и по населению. 
По данным 2019 года, на территории района проживает около 326100 человек.

## История
С момента основания район назывался Фрунзенским в честь революционера Михаила Фрунзе. Это название сохранялось в советское и раннее постсоветское время. В 2003 году в рамках кампании по восстановлению и продвижению национальной идентичности район был переименован в честь Ибн Сины (Авиценны) Постановлением Маджлиси милли Маджлиси Оли Республики Таджикистан № 463 от 21 ноября.

## География
Район Сино включает в себя часть центра Душанбе и все западные окраины города, граничит с районами Исмоили Сомони и Фирдавси. Большая часть территории района находится к западу от реки Варзоб. Сино преимущественно застроен микрорайонами многоэтажных панельных домов советской эпохи, однако имеются и вкрапления частного сектора, в том числе старый посёлок Дехи Боло (рус. Верхняя Деревня), вплотную подходящий к проспекту Исмаила Самани и парадной части центра города.
В состав района Сино входят микрорайоны № 11, 12, 13, 14, 15, 31, 32, 33, 34, 82, 84, 88, 91, 101, 102, 103, 104, 112 и махаллы Мехрабад, Панджруд, Дехи Боло, Навобод, Авасто, Казакон, Лучоб, Хаёти Нав, Зарафшон, Зарафшон-2, Яккачинор, Гулистон, Дехоти, Буни Хисорак, Испечак, Испечак-2, Гулбутта и другие.
На территории района располагаются железнодорожные станции и остановочные пункты Текстиль, 4679 километр, Масложирокомбинат и Душанбе II.